# 2020年貝里斯大選
伯利兹於2020年11月11日舉行大選，一共選出31名众议院议员。選舉提名日为2020年10月21日。
人民联合党取得了其自2003年以来首次的全国大选胜利，赢得26席。相反，時任執政黨联合民主党則創下1998年以来最差的成绩，僅僅獲得5席。尽管選舉在COVID-19大流行和颶風伊塔肆虐的陰影下進行，本次選舉投票率仍超过81%，为1998年以来的最高水平。
本次选举还出现了伯利兹大选历史上第一位女性政党领袖和总理候选人：伯利兹人民阵线的领导人南希·马林。
多位知名的原任議員也选择不参加选举。前任总理迪恩·巴罗（聯合民主黨）已經连任三届總理，根据宪法規定不得續任。同時，他决定不再競逐連任議員，結束其自1984年首次當選以來36年國會議員生涯。

## 日期
上届大选於2015年11月4日举行，選出議員之任期於2015年11月13日展開。根据伯利兹宪法第84条，国民议会必须「自前国民议会两院首次会晤之日起五年解散」，此外，憲法規定须在國民大會解散后三个月内举行大选，这意味着下一次伯利兹大选必須於2021年2月13日前舉行。
尽管憲法規定國會議員之任期為五年，但最近四次大選中，就有三次是提前至少一年舉行。事實上，总理迪恩·巴罗和反对党人民联合党都曾公开支持将国民议会的法定任期缩短至四年。
巴罗最初表示他打算不迟于2019年底卸任总理，但在内阁的挽留下改变主意，決定留任至2020年。不过，他表示他仍将在原定于2020年2月9日举行的全国代表大会中以联合民主党领袖的身份退休。在2019年5月，巴罗表示选举将于2020年11月举行。
2020年10月5日，巴罗将选举定於11月11日舉行，提名日則為10月21日。选举令随即由总督正式簽署。他建议总督于10月6日解散国民议会。
民间组织「伯利兹和平运动」（BPM）于2019年12月向法院提交请愿书，要求在选举前进行選區重劃程序。根據其請願書中的說法，原選區劃分之方式並没有反映人口分布，导致代表性不均。由于法院在10月6日宣布选举之前没有采取任何行动，因此于10月13日向最高法院申请禁令，以推迟选举，直到该程序完成。人民聯合黨在此案與政府同一陣線，认为如果选举被推迟，他们将失去竞选资金。10月28日，代理首席大法官米歇尔·阿拉纳作出有利于政府的裁决：由于选举进程已经开始，国民议会已经解散，法院无权干预。
在选举周期间，颶風伊塔导致该国部分地区发生洪災。虽然巴罗承认推迟选举是可行的，但有鑑於宪法中没有明确的推迟条款，為避免無法可依的窘境，他决定繼續於11月11日舉行選舉。

## 背景資料

### 参選政黨
除了自2015年选举中便由帕特里克·罗杰斯领导的伯利兹进步党外，所有政党的領導人均為首次領導選舉工作。
| 政黨 | 政黨                | 位置             | 思想                             |
| ---- | ------------------- | ---------------- | -------------------------------- |
|      | 联合民主党(UDP)     | 中間偏右         | 保守主义                         |
|      | 人民联合党（PUP）   | 中間派至中間偏左 | 基督教民主 社会民主主义 民族主义 |
|      | 伯利兹进步党(BPP)   | 中間偏左至左派   | 社会民主主义 改良主義 共和主义   |
|      | 伯利兹人民阵线(BPF) | 中間派至中間偏左 | 进步主义 基督教民主              |

## 選舉方式
貝里斯採用單議席單票制。貝里斯將全國分為31個選區，各設置一個議席，並以簡單多數決的方式，選出31名眾議員。
此外，由於貝里斯曾為英國殖民地，政治制度上多數參考了英國的西敏制，故貝里斯採內閣制政體，一般由獲得大多數議席之政黨領導人擔任總理，並邀請同黨成員組閣。

## 選舉结果
应伯利兹外交部邀请，加勒比共同体派出了六人观察组，負責監察選舉。该小组的声明讚揚是次选举顺利、有序进行；他们特别赞扬了选举委员会在应对颶風伊塔影响的同时实施COVID-19卫生措施的能力。
投票于下午6点15分结束。初期的點票結果已经預示人民聯合黨会持續领先。三小时后，法貝爾在全國电视上发表演讲，祝贺強尼和人民聯合黨贏得本次選舉，同时呼吁全国团结面對困難。是次選舉投票率超过81%，为1998年以来最高。
人民聯合黨繼2003年大選後，首次贏得全國大選，並於眾議院獲得26個議席，獲得絕對大多數。相反，原執政黨聯合民主黨在此次選舉中取得自1998年選舉的最差大選成績，僅僅獲得5個議席。
布里塞尼奥于11月12日在总督監誓下就任貝利斯新任总理。
| 政党                                                     | 政党               | 票数    | %      | 席数 | +/– |
| -------------------------------------------------------- | ------------------ | ------- | ------ | ---- | --- |
|                                                          | 人民聯合黨         | 88,040  | 59.60  | 26   | +14 |
|                                                          | 聯合民主黨         | 57,374  | 38.84  | 5    | –14 |
|                                                          | 貝里斯人民陣線     | 820     | 0.56   | 0    | New |
|                                                          | 貝里斯進步黨       | 548     | 0.37   | 0    | 0   |
|                                                          | 獨立人士           | 924     | 0.63   | 0    | 0   |
| 总共                                                     | 总共               | 147,706 | 100.00 | 31   | 0   |
|                                                          |                    |         |        |      |     |
| 有效票数                                                 | 有效票数           | 147,706 | 98.70  |      |     |
| 无效及空白票数                                           | 无效及空白票数     | 1,944   | 1.30   |      |     |
| 总票数                                                   | 总票数             | 149,650 | 100.00 |      |     |
| 已登记选民／投票率                                       | 已登记选民／投票率 | 182,815 | 81.86  |      |     |
| 资料来源：Elections & Boundaries Department, The Tribune |                    |         |        |      |     |

## 國際反應
- 中華民國：蔡英文总统和外交部向布里塞尼奥表示祝贺之意，並感谢即将离任的總理巴罗，此外亦重申台湾与伯利兹之间的「长期友谊」，並期待與新任總理密切合作。[17]
- 美国：美国駐貝里斯大使馆赞扬伯利兹人民「维护民主传统」，選舉有序進行。[18]